# HADOPI-loven
Hadopi-loven er kaldenavnet for den franske lov, officielt kendt som "loi favorisant la diffusion et la protection de la création sur Internet" eller på dansk "lov om fremme af formidling og beskyttelse af værker på Internettet". Loven omhandler brugen af internettet med henblik på at sikre, at ophavsretslovgivningen håndhæves. HADOPI, er en forkortelse for den statslige myndighed, der har fået ansvaret for disse anliggender.
Loven danner grundlag for oprettelsen af et statsligt agentur ved navn "Haute Autorité pour la Diffusion des Oeuvres et la Protection des Droits sur Internet" (Den Højeste Myndighed for udbredelsen af kunstneriske værker og beskyttelse af (intellektuelle) rettigheder på internettet), eller i folkemunde "Hadopi". Agenturet erstatter det tidligere; ARMT som i sin tid opstod af DADVSI-loven. 
HADOPI agenturet er sammensat af en bestyrelse på 9 medlemmer, hvoraf 3 er udpeget af regeringen, 2 ved det lovgivende organ, 3 i den retslige instans og én udpeget af Conseil supérieur de la Propriété littéraire et artistique.

## Baggrund
Lovforslaget har haft både op-og nedture, Hadopi-loven blev helt uventet afvist af den franske nationalforsamling den 9. april 2009. Efter dette, bad den franske regering om en ny afstemning. Dette resulterede i, at nationalforsamling vedtog lovforslaget med 296 stemmer for og 233 imod. Efter dette, blev lovforslaget gennemgået af forfatningsrådet (Frankrigs pendant til det danske statsråd), der undersøgte, om det nye lovforslag var i strid med landets grundlæggende love. Den 10. juni 2009, slog forfatningsdomstolen ned på centrale, kontroversielle dele af HADOPI, der ville have muliggjort sanktioner mod internetbrugere mistænkte for krænkelser af ophavsretten (i modsætning til at være dømt for det) med begrundelsen, at "Internettet er en del af ytringsfriheden "og" i fransk ret hersker formodningen om uskyld".
Forfatningsrådets afgørelse understregede, at det er en menneskeret at have "fri adgang til offentlige online-tjenester", og at afkobling fra internettet kun kan afgøres af en dommer.

## Debat
Debatten omkring loven har involveret beskyldninger om uhæderlig taktik, især mod initiativtagerne til loven. Indholdet af regeringens info-hjemmeside om loven, afspejlede ikke ordlyden af lovforslaget, mens siderne i den franske Wikipedia i forhold til HADOPI, blev ændret af det franske kulturministerie d. 14. februar 2009., og en underskriftindsamling hvor over 10000 kunstnere støttede lovforslaget, viste sig hovedsageligt at bestå af underskrifter fra personer der ikke udøvede kunstneriske aktiviteter som beskrevet i underskriftindsamlingen, atter andre personer viste sig ikke at eksistere, den sidste gruppe bestod af vrede kunstnere, der bestemt ikke mente de havde skrevet under på noget som helst.

## Håndhævelse
Når en bruger mistænkes for overtrædelse af ophavsretten, enten af HADOPI, internetudbyderen, ophavsretsholderen eller dennes repræsentant, sender HADOPI en indledende email, der advarer ejeren af den overtrædende netlinje, identificeret ved en IP-adresse. Emailen specificerer hvornår der er formodet en overtrædelse, men ikke hvad anklagen er og hvem der anklager.
Brugeren opfordres til at installere et filter, og internetudbyderen skal overvåge linjen.
Hvis der inden for 6 måneder formodes endnu en overtrædelse, sendes advarsel nummer to, i form af en certificeret email med de samme oplysninger som i første email.
Sker der inden for at år af den anden advarsel endnu en indberetning om overtrædelse, skal internetudbyderen suspendere den pågældende forbindelse i fra 2 måneder til et år. Ejeren bliver skrevet på en blacklist, og tredje parts internetudbydere forhindres i at levere en alternativ forbindelse. Suspenderingen stopper ikke fakturering. Skal netlinjen nedlægges, sker det for brugerens regning.
Der kan ikke klages til en juridisk instans over de første to advarsler, og det endelige indgreb ved den tredje formodede overtrædelse kan ikke stoppes ved rettens hjælp. Desuden er det anklagede der skal bevise sin uskyld, ikke omvendt.
Disse indgreb forhindrer ikke retsforfølgelse sideløbende for overtrædelse af ophavsretten efter i øvrigt gældende fransk lov.